# Alexania (Epitoniidae)
Alexania  là một chi predatory ốc biển, marine prosobranch động vật chân bụng động vật thân mềm trong họ Epitoniidae, thường được biết đến với tên wentletraps.

## Các loài
According to the Cơ sở dữ liệu sinh vật biển, the following species with valid names are gồm cód withtrong genus Alexania :
- Alexania callizona (Habe, 1961)
- Alexania floridana (Pilsbry, 1945)
- Alexania inazawai (Kuroda, 1943)
- Alexania natalensis (Tomlin, 1926)